# Jean-Antoine Carrel
Jean-Antoine Carrel (ur. 17 stycznia 1829 w Valtournenche, zm. 26 sierpnia 1890) – włoski alpinista.
W latach 1861–1865 toczył walkę o zdobycie Matterhornu z Edwardem Whymperem, którą przegrał o trzy dni. W 1880 wspólnie z Whymperem dokonali pierwszego wejścia na najwyższy szczyt Ekwadoru: Chimborazo. 
Nazwiskiem Carella zostało nazwane schronisko górskie znajdujące się na grani Lion Matterhornu, na szczycie którego stanął alpinista wraz z zespołem w lipcu 1865 roku.